# Mean-Reversion-Effekt
Der Begriff Mean Reversion (Mittelwertrückkehr) ist in der Kapitalmarkttheorie eine Erweiterung der Regression zur Mitte um negative Autokorrelation in Bezug auf Marktpreis- und Volatilitätsveränderungen. Gemeint ist die Theorie, dass Märkte zu Übertreibungen neigen, die sich im Zeitablauf nicht nur zufällig korrigieren, sondern ein „Gedächtnis“ haben und vorherige Trends umkehren. Daher folgt bei Kursanstieg die Notwendigkeit eines künftig sinkenden Kurses (englisch: „What goes up, must come down“) und umgekehrt.
Die Theorie steht im Gegensatz zur Markteffizienzhypothese. Der Mean-Reversion-Effekt bei in die Zukunft laufenden Reihen bedeutet, dass Ertragsraten und Zinssätze langfristig nicht nur um einen mittleren Wert schwanken, sondern geradezu aktiv wieder zu diesem zurückkehren. Die Verwendung der Mean-Reversion als Timing-Strategie umfasst sowohl die Identifizierung der Handelsspanne für ein Wertpapier als auch die Berechnung des Durchschnittspreises mithilfe quantitativer Methoden. Die Mean-Reversion ist ein Phänomen das in einer Vielzahl finanzieller Zeitreihendaten, Preisdaten, Ertragsdaten, bis hin zum Buchwert sichtbar werden kann.
Mean Reversion ist eine der Möglichkeiten, die im Black-Scholes-Modell vereinfachend als konstant vorausgesetzte Volatilität zu modellieren, und ist Bestandteil mehrerer Zinsstrukturmodelle. Häufig zur Modellierung von Mean Reversion herangezogene stochastische Prozesse sind der Ornstein-Uhlenbeck-Prozess und der Wurzel-Diffusionsprozess. Im Finanzwesen hat der Begriff „Mittelwertumkehr“ eine etwas andere Bedeutung als „Rückkehr oder Regression zum Mittelwert“ in der Statistik. Jeremy Siegel verwendet den Begriff „Rendite zum Mittelwert“, um ein allgemeines Prinzip zu beschreiben, eine finanzielle Zeitreihe, in der „Renditen kurzfristig sehr instabil, aber langfristig sehr stabil sein können“. Quantitativ gesehen ist es die Standardabweichung der durchschnittlichen Jahresrenditen, die schneller abnimmt als der Kehrwert der Haltedauer, was bedeutet, dass der Prozess kein Random Walk ist, sondern dass beispielsweise auf Perioden niedrigerer Renditen ausgleichende Perioden höherer Renditen folgen in Saisonbetrieben.